# ARF (proteina)
ARF (Alternate Reading Frame) detta anche p14 o anche p14arf, è una proteina che stimola l'apoptosi di una cellula ed inibisce la biogenesi dei ribosomi.
Essa agisce rimuovendo l'inibitore Mdm2 della proteina p53, permettendo quindi la sua azione.
La crescita cellulare è invece inibita inattivando B23, proteina deputata alla formazione di nuovi ribosomi (con conseguente sintesi proteica).